# Kalle Multanen
Kalle Multanen (7 de abril de 1989) é um futebolista finlandês.